# GARURU RECORDS
GARURU RECORDS（ガルル・レコード）は、日本のレコードレーベル。
作品の発売・販売元は、株式会社ズィープラスミュージック。

## 概要
矢沢永吉が1988年から20年間在籍したEMIミュージック・ジャパン（現・ユニバーサルミュージック）契約終了後、自ら立ち上げた日本のレコード・レーベル。販売もインディーズやメジャー・レコード会社を使わず自らで行うため、規模に関わらず、店舗によっては取り扱われていない可能性がある。
2008年4月23日、レーベル第1号作品としてライブ・ビデオ『The Real Eikichi Yazawa 100times in Budokan』（DVD、ブルーレイ）を発売。
2009年1月30日、レーベルCD第1号作品として、EMIミュージック・ジャパンから2006年と2007年に3枚ずつ分けて発売された矢沢のリミックス・アルバム6作品『YOUR SONGS1～6』を再発。その後は、ワーナーミュージック・ジャパンとEMIミュージック・ジャパン在籍時に矢沢が発売したオリジナル・アルバム（スタジオ・アルバム）を紙ジャケット仕様で順次再発を行った（ライブ・アルバムなど一部商品は再発されていない作品が存在する）。
2012年、カルチュア・コンビニエンス・クラブが運営するTSUTAYA onlineでオーダーメイドDVDの第一弾アーティストとして矢沢永吉が選ばれた。

## 所属アーティスト
矢沢永吉
『YOUR SONGS1〜6』（2009年1月30日再発）に始まり、1980年以降発売のCD・映像作品（一部対象外）の再発盤と、レーベル発足後以降に発売される矢沢の新作全品。
矢沢洋子
ソロ名義のほか、2016年からは自身がボーカルを務めるバンド「PIGGY BANKS」としても活動。
| 発売日         | タイトル                         | 規格品番   |
| -------------- | -------------------------------- | ---------- |
| 2010年8月25日  | YOKO YAZAWA                      | GRRC-20001 |
| 2011年5月18日  | 羅針盤                           | GRRH-11    |
| 2011年8月3日   | Give Me!!!                       | GRRC-20002 |
| 2012年10月17日 | ROUTE 405(矢沢洋子&THE PLASMARS) | GRRC-20003 |
| 2013年11月13日 | Bad Cat                          | GRRC-20004 |
| 2014年7月23日  | Lady No.5                        | GRRC-20005 |
| 発売日        | タイトル              | 規格品番      |
| ------------- | --------------------- | ------------- |
| 2016年4月6日  | タイムスリラー        | GRRC-70001    |
| 2017年6月28日 | ドゥ シュビドゥバイン | GRRC-70002    |
| 2024年3月13日 | shark × bee           | ―（配信限定） |

### かつての所属アーティスト
| 発売日                           | タイトル                 | 規格品番           |
| 一十三十一（移籍）               | 一十三十一（移籍）       | 一十三十一（移籍） |
| -------------------------------- | ------------------------ | ------------------ |
| 2009年7月1日                     | ダイヤモンドレールウェイ | GRRC-10001         |
| 2009年9月23日                    | Letters                  | GRRC-10002         |
| THE WAYBARK（解散）              |                          |                    |
| 2011年9月7日                     | THE WAYBARK              | GRRC-30001         |
| Large House Satisfaction（移籍） |                          |                    |
| 2012年3月28日                    | Traffic                  | GRRC-40001         |
| 2012年9月5日                     | HIGH VOLTEX              | GRRC-40002         |
| 2013年7月17日                    | in the dark room         | GRRC-40003         |
| 2014年10月08日                   | Sweet Doxy               | GRRC-40004         |
| 2015年9月9日                     | SHINE OR BUST            | GRRC-40005         |
| Sillything（解散）               |                          |                    |
| 2012年9月19日                    | CROSS WIZARD             | GRRC-50001         |
| オズ（移籍）                     |                          |                    |
| 2014年3月5日                     | WE ARE!!!                | GRRC-60001         |